# Frambach von Birgel
Frambach von Birgel wird in Urkunden aus den Jahren 1269 und 1272 erstmals genannt, und zwar als Ritter Winemar Frambach. Er wird dem Geschlecht der Herren von Birgel zugeordnet.
Die Urkunde vom 28. Januar 1269, die sich im Stadtarchiv Köln befindet, ist gesiegelt mit dem Wappen von Birgel, das folgende Umschrift hat: WInIMERI FRANBALCh D'BIRGEL MILIT †. Das heißt übersetzt und ergänzt: „(Siegel) des Ritters Winimer Franbalch von Birgel“.
Die zweite Urkunde vom 13. Februar 1269 befindet sich im Historischen Archiv des Erzbistums Köln. Unter den Siegelzeugen ist als Letzter aufgeführt: Wenemar marschalk de Frambalg, miles.
Die dritte Urkunde, wiederum aus dem Stadtarchiv Köln, datiert von 1272. Das kaum noch entzifferbare Schriftstück beginnt mit Ego Winemarus mareschalcus domini W(ilhelmi) comitis Juliacensis... und weiter heißt es ...ex parte avunculi mei mareschalci dicti de Kelse... Winemar nennt also den Marschall von Kelz seinen Oheim.
Aus der Urkunde von 1269 geht hervor, dass Winemar damals bereits Marschall des Grafen Wilhelm von Jülich war. Der Ritter Engelbrecht Nyt von Birgel wird 1301 genannt. Es handelte sich vermutlich um den Sohn von Winemar Frambach von Birgel. Unter den vielen Rittern, die 1397 in der Schlacht von Kleverhamm gefangen genommen wurden, ist neben dem Ritter Schienmann von Mozenborn, auch ein Ritter Nyt von Birgel, Erbmarschall von Jülich. Letzter jülichscher Erbmarschall aus dem Stamm derer von Birgel war Engelbert Nyt, der 1480 starb.
1375 findet sich ein Marschall Frambach von Birgel.
1406 ist Johann von Birgel Richter des Schöffengerichts von Düren.
1416 vereinbaren die Brüder Frambach und Simon von Birgel, unter der Vermittlung ihres Vaters des Erbmarschalls Engelbrecht Nyt von Birgel und ihrer Onkel, Andreas Smych von Lissingen Herr zu Zievel und Johann von Birgel, eine Teilung ihrer Erbgüter.
1436, 1445, 1449 und 1466 findet sich im Lande Jülich, ein Engelbrecht Nyt van Birgel, Ritter und  Erbmarschall.
1451 finden sich unter der Ritterschaft im Jülicher Land, ein Herr Engelbert Nyt van Birgel (Erbmarschall) und ein Johann van Birgel.
1468 ist Engelbrecht Nyt von Birgell, Ritter und Erbmarschall im Land von Jülich, Richter des Schöffengerichts zu Düren.
In Urkunden vom 24. Juli 1489, 28. Oktober 1498 und 5. Januar 1503 wird Frambach von Birgel als Richter des Schöffengericht zu Düren genannt.
In einer Urkunde von 1522 wird Johann von Birgel als Schöffe zu Düren  und am 23. Januar 1528 als Richter genannt.
In einer Urkunde vom 13. März 1544 findet sich ein Adam von Birgel als Schöffe zu Düren.
Eine Abbildung des Wappens der Familie van Birgel weißes Feld, in der Mitte ein schwarzer, waagerechter Balken, über dem Balken 2 stehende, rote Löwen und unter dem Balken ein stehender, roter Löwe, findet sich 1696 bei Johann Siebmacher. Ein weißes Feld mit einem waagerechten, schwarzen Balken in der Mitte, ist auch die Grundlage für die Wappen der Ritter von Drove und der Familie Thummermuth von Rölsdorf.